# بدرجيخ خمسة
بدرجيخ خمسة (بالتشيكية: Bedřich Hamsa)‏ هو لاعب كرة قدم تشيكي في مركز الهجوم، ولد في 25 أكتوبر 1965 في برنو في جمهورية التشيك. لعب مع بوهيميانز 1905 وسلافيا براغ ونادي تيبليتسه.